# SN 1997dl
SN 1997dl – supernowa typu Ia odkryta 26 października 1997 roku w galaktyce A234338-4119. W momencie odkrycia miała maksymalną jasność 19,50m.